# Borderlands
Borderlands ist ein Ego-Shooter im Space-Western-Szenario des Entwicklerstudios Gearbox Software.
Das Spiel wurde durch 2K Games am 20. Oktober 2009 in den USA und am 23. Oktober 2009 in Europa für Xbox 360 und PlayStation 3 veröffentlicht. Die Windows-Version folgte am 26. Oktober 2009 beziehungsweise am 30. Oktober 2009. Die von Feral Interactive entwickelte macOS-Version erschien schließlich am 3. Dezember 2010.

## Spielwelt
Borderlands zeichnet ein düsterer und schmutziger, an Cel-Shading erinnernder Grafikstil mit starken Kontrasten und vielen Effekten aus, was für einen leicht surrealen Look sorgt. Da das Spiel in der Originalversion drastische Gewaltdarstellungen enthält, wurde es für den deutschen Markt entsprechend geschnitten. Diese entschärfte Version hat von der USK trotz der comicartigen Grafik die Einstufung „Keine Jugendfreigabe“ erhalten und darf daher in Deutschland nicht an Jugendliche unter 18 Jahren verkauft werden.
Pandora ist ein trostloser Planet mit zynischen Bewohnern, die inmitten von Wüsten, Zerstörung, Monstern und Müllbergen ihr Dasein fristen. Die Spielwelt und die in ihr lebenden Charaktere sind gezielt überspitzt und klischeehaft, schwarzer und kruder Humor sind vorherrschend.
Die Story führt den Spieler von der Ortschaft Fyrestone über weite Ödnis, staubige Wüsten und zerklüftete Gebirgsregionen in Richtung Kammer. Hierbei besucht er auch die Hauptstadt des Planeten, New Haven, und attackiert später sogar einen Außenposten der Crimson Lance, einer schwerbewaffneten Spezialeinheit.

## Handlung
Das Spiel beginnt mit einer kurzen Vorstellung der vier spielbaren Charaktere: Brick, Lilith, Roland und Mordecai. Diese vier sogenannten „Kammerjäger“ fahren mit einem Bus nach Fyrestone. Sobald man seinen Charakter ausgewählt hat, erscheint Angel. Sie stellt sich als Beschützerin der Kammer vor. Sie leitet durch das Spiel, indem sie die Story vorantreibt und bei der Suche nach dem Schlüssel zur Kammer hilft. Dieser lädt sich alle 200 Jahre von selbst auf, die Zeit ist also knapp, die Teile zu finden. Nachdem man die einzelnen Teile nach diversen Bosskämpfen erhalten hat, muss man sie zur Kammer bringen. Der Schlüssel öffnet diese, jedoch verbirgt sich darin kein Schatz oder anderweitige Reichtümer, sondern ein Tentakelmonster namens „Zerstörer“. Nachdem dieses besiegt ist endet das Spiel. Der tatsächliche Schatz, der mit der Öffnung der Kammer einhergeht, wird erst im Laufe der Handlung von Borderlands 2 bekannt.

## Spielmechanik
Borderlands ist ein First-Person-Shooter mit einem Klassensystem und Fähigkeiten, sogenannten Skills, die nach Levelaufstiegen in einem Talentbaum gesteigert werden. Der Spieler hat die Wahl zwischen vier spielbaren Charakteren, welche als unterschiedliche Klassen fungieren: Roland (Soldat), Mordecai (Jäger), Lilith (Sirene) und Brick (Berserker). Die Fähigkeiten der Spielfiguren weichen stark voneinander ab, sodass die Wahl starken Einfluss auf die Art zu spielen hat. Missionen, Hintergrundgeschichte und die Persönlichkeit der vier Charaktere bleiben dabei unberührt.
Jeder Charakter erhält zudem ab Level 5 eine spezielle Fähigkeit, genannt Action-Skill, welche mittels Vergabe von Fähigkeitspunkten sowie der Kopplung mit Artefakten individuell verbessert werden kann. Alle Action-Skills wirken jeweils für einen festgelegten Zeitraum und können erst nach einer gewissen Zeit wieder eingesetzt werden.
Der Action-Skill des Soldaten besteht aus einem automatischen Geschützturm mit Energieschilden. Der Jäger kann seinen Falken Bloodwing auf die Gegner hetzen. Die Sirene setzt den Phasewalk ein, der ihr den Wechsel in eine andere Dimension ermöglicht, wodurch sie sich blitzschnell und ohne von Gegnern gesehen zu werden, bewegen kann. Bei Aktivierung und Deaktivierung fügt sie umstehenden Gegnern Schaden zu. Der Berserker verfällt bei seiner Spezialfähigkeit in Raserei, während dabei keine Waffen eingesetzt werden können, sich die Geschwindigkeit und der Nahkampfschaden aber massiv erhöhen.
Das Spiel startet in der kleinen Ortschaft Fyrestone auf dem Planeten Pandora. Der Spieler wird zunächst im Rahmen der Hauptquest in die grundsätzliche Spielmechanik eingeführt. Im weiteren Verlauf stehen zudem zahlreiche optionale Nebenquests offen, welche an schwarzen Brettern oder durch NPCs vergeben werden. Das Spiel verfügt über eine offene, in einzelne Gebiete unterteilte, Spielwelt. Einzelne Gebiete werden erst im Spielverlauf zugänglich.
Durch besiegte Gegner sowie Absolvieren von Missionen erhält der Spieler, wie bei ähnlich gearteten Spielen (z. B. Diablo), neue Gegenstände, Geld und Erfahrungspunkte. Letztere führen zu automatischen Stufenaufstiegen. Ab Level 5 erhält der Spieler pro Level einen Fähigkeitspunkt, durch den ihm ermöglicht wird, neue Fähigkeiten zu erlangen und bereits vorhandene Fähigkeiten zu verbessern.
Zu Beginn des Spiels kann der Spieler zwei Waffen auf sogenannte Schnellauswahl-Slots verteilen. Dies ermöglicht das direkte Anwählen der gewünschten Waffe via Tastendruck. In den Konsolenfassungen wird zur Auswahl das Steuerkreuz verwendet. Im weiteren Verlauf erhält der Spieler zwei zusätzliche Slots.
Zur Verbesserung der Widerstandsfähigkeit stehen den Charakteren eine Vielzahl von Energieschilden zur Verfügung, welche neben der eigentlichen Schutzfunktion verschiedene Zusatzattribute aufweisen (z. B. Resistenz gegen Feuerschaden). Neben den benutzbaren Waffen (Schrotflinten, Revolvern, Maschinengewehre, Pistolen, Raketenwerfer verschiedener, fiktiver Hersteller) können auch Granaten eingesetzt werden. Durch ausgerüstete Modifikationen kann diesen Elementarschaden und veränderte Explosionseigenschaften (z. B. Kontaktexplosion, Aufteilung in mehrere kleine Granaten) hinzugefügt werden.
Einen wesentlichen Reiz des Spiels stellt die sogenannte Sammelspirale dar. So versucht der Spieler durch ständiges Sammeln von Erfahrungspunkten, Geld und Waffen bzw. Ausrüstungsgegenständen seinen Charakter kontinuierlich zu verbessern. Das Verfolgen der Geschichte oder einzelne Missionsbeschreibungen treten in den Hintergrund.
Durch einen Zufallsgenerator, wie z. B. in Diablo II, werden Waffen und Gegenstände während des Spiels aus einer Vielzahl möglicher Kombinationen generiert. So sind im Spiel etwa 17,8 Millionen verschiedene Waffen verfügbar. Die Waffen unterscheiden sich in den Attributen Genauigkeit, Magazingröße, Nachladegeschwindigkeit und Schussfrequenz. Auch Zusatzfunktionen wie Elementarschaden (möglich sind Feuer-, Elektro-, Säure- & Explosivschaden), Zielfernrohre (für Zoom) und angebrachte Klingen (höherer Nahkampfschaden) sind verfügbar. Je nach Häufigkeit werden die Gegenstands- bzw. Waffennamen in verschiedenen Farben dargestellt. Nach aufsteigender Seltenheit sind dies: weiß, grün, blau, lila, orange und hellblau (Pearl).
Überzählige Gegenstände können gegen Geld an einem der zahlreichen Automaten verkauft werden. Diese ersetzen die Händler klassischer Spiele und sind in drei Kategorien unterteilt: Munition/Granaten, Waffen und Schilde/Medi-Packs/Klassenmods. Insgesamt sind rund 500 verschiedene Waffen und Items im Spiel findbar.

## Koop-Modus
Wird online gespielt, können jederzeit andere Spieler dem eigenen Spiel beitreten. Die beitretenden Spieler können ihren eigenen Charakter verwenden und haben grundsätzlich alle Handlungsmöglichkeiten des Spielleiters. Der Stand der verfügbaren Missionen sowie das Spielgebiet sind jedoch an den Host gebunden.
Von jedem einzelnen Mitspieler erbeutete Erfahrungspunkte und Geldfunde erhält jeder am Spiel Beteiligte. Waffen und andere Gegenstände erhält nur derjenige, der sie aufnimmt.
Der Level und die Anzahl der Gegner (und damit die Höhe der erlangten Erfahrungspunkte) und der gefundenen Gegenstände steigen mit jedem Teilnehmer an. An einem Spiel können sich maximal vier Spieler (inklusive Host) beteiligen. Die Klassen bzw. Charaktere können hierbei beliebig kombiniert werden, so ist auch das parallele Spielen einer Klasse von mehreren Spielern möglich.

## Add-ons
Zu dem Spiel sind folgende Add-ons (Zusatzinhalte) erschienen:
- Die Zombie-Insel von Doktor Ned
- Mad Moxxi’s Underdome Riot
- The Secret Armory of General Knoxx
- Claptrap’s New Robot Revolution

Die DLCs stehen auf der Herstellerseite zum Download zur Verfügung.
Die Zusatzinhalte sind in der „Game of the Year Edition“ auf einer zweiten DVD enthalten, wie bei der „Fallout 3 Game of the Year Edition“. Die deutschen USK-Versionen der Add-ons (egal ob Download oder Expansion-DVD) sind mit der PEGI-Importversion des Spiels nicht kompatibel. Mit dem kostenlosen Patch 1.4.1, der am 3. November 2010 erschienen ist, erhöht sich die Levelgrenze für alle Spieler um 8, d. h. das Originalspiel hat dann die Levelgrenze 58 und falls das DLC The Secret Armory of General Knoxx installiert ist erhöht sich die Levelgrenze von 61 auf 69.
Am 15. Oktober 2010 erschien eine Game of the Year Edition von Borderlands, die das Hauptspiel, sowie die vier Add-ons auf einer zweiten DVD beinhaltet. Käufer der Edition erhalten außerdem Zugang für die Demo von Duke Nukem Forever. Entwickler Gearbox ist seit 2010 Entwickler des bekannten Vaporware-Shooters.
Die Demo zu Duke Nukem Forever ist seit dem 3. Juni 2011 für alle Besitzer des Zugangscodes der Borderlands GOTY-Edition verfügbar zum Download, wobei das favorisierte Spielsystem wählbar ist, z. B. PC oder PS3.

## Kritik
PC Games schrieb, Borderlands böte eine „geradlinige, kurzweilige Action-Erfahrung, zu der genau im richtigen Maß der Sammelsucht-Aspekt eines Diablo“ käme. Wer „genau das und nicht mehr erwartet“, bekomme eine „motivierende Erfahrung“ geliefert. Wer aber als Action-Rollenspiel-Fan an Borderlands herangehe, dem fehle „eindeutig Spieltiefe“, wobei beiden Spielertypen die „spröde Story und die Eintönigkeit“ sauer aufstoßen werde. Allerdings würden „alle zusammen […] den abgedrehten Humor lieben“.
Das Spielemagazin GameStar bemängelte u. a., dass Borderlands nach dem immer gleichen Schema ablaufe: „Quest annehmen, zum Zielort laufen, Anzahl X an Feinden erledigen, Anzahl Y an Gegenständen einsammeln, gelegentlich Boss Z umnieten, Quest abgeben“. Für ein Rollenspiel käme die „Charakterentwicklung viel zu kurz“, für einen Shooter fehle es dem Spiel „an Führung, Inszenierung und Story“, denn diese sei nur ein „kaum sichtbarer Faden in der Einöde“ und das Spiel reduziere sich „nach einer Weile auf seine Suchtwirkung“.
Metacritic errechnete für die PC-Version eine Bewertung von 81 %, für die Xbox-360-Version eine von 84 %, die PS3-Version bekam 83 %.

## Fortsetzungen

### Borderlands 2
Borderlands 2 erschien in Amerika am 18. September und international am 21. September 2012. Im Gegensatz zum Vorgänger erschien dieser Teil auch in Deutschland komplett ungeschnitten. Der Nachfolger erhielt deutlich bessere Bewertungen als der erste Teil. Metacritic errechnete für die PC-Version eine Bewertung von 89/100, für die Xbox-360-Version eine Bewertung von 90 %, die PS3-Version bekam 91 %.

### Borderlands: The Pre-Sequel
Am 9. April 2014 hat Gearbox Software einen weiteren Borderlands-Teil mit dem Namen Borderlands: The Pre-Sequel angekündigt. Das Spiel wurde von 2K Australia in Zusammenarbeit mit Gearbox entwickelt und erschien am 17. Oktober 2014 für PlayStation 3, Xbox 360 und PC. Das Spielgeschehen findet auf Pandoras Mond statt und ist zeitlich zwischen Teil 1 und Teil 2 angesiedelt. Der Spieler kann aus vier neuen Charakteren auswählen.

### Borderlands 3
Auf der Keynote von Epic Games auf der GDC 2017 präsentierte Randy Pitchford erste Screenshots sowie ein Tech-Video zu Borderlands 3. Im März 2019 wurde ein Trailer für den dritten Teil veröffentlicht. Das Spiel ist am 13. September 2019 für Windows, Google Stadia, Xbox One und PlayStation 4 erschienen.